# Presidentens residens, Armenien
Presidentens residens (armeniska: Հայաստանի նախագահի նստավայր, Hayastani Nakhagahi Nstavayr) ligger vid Mashtotsavenyn i distriktet Kentron i Jerevan i Armenien. 
Byggnaden, som ritades av Artur Meshian, har tidigare använts som den armeniska regeringens representationsbyggnad. Den togs i bruk som presidentens residens i april 2018. 

## Bildgalleri

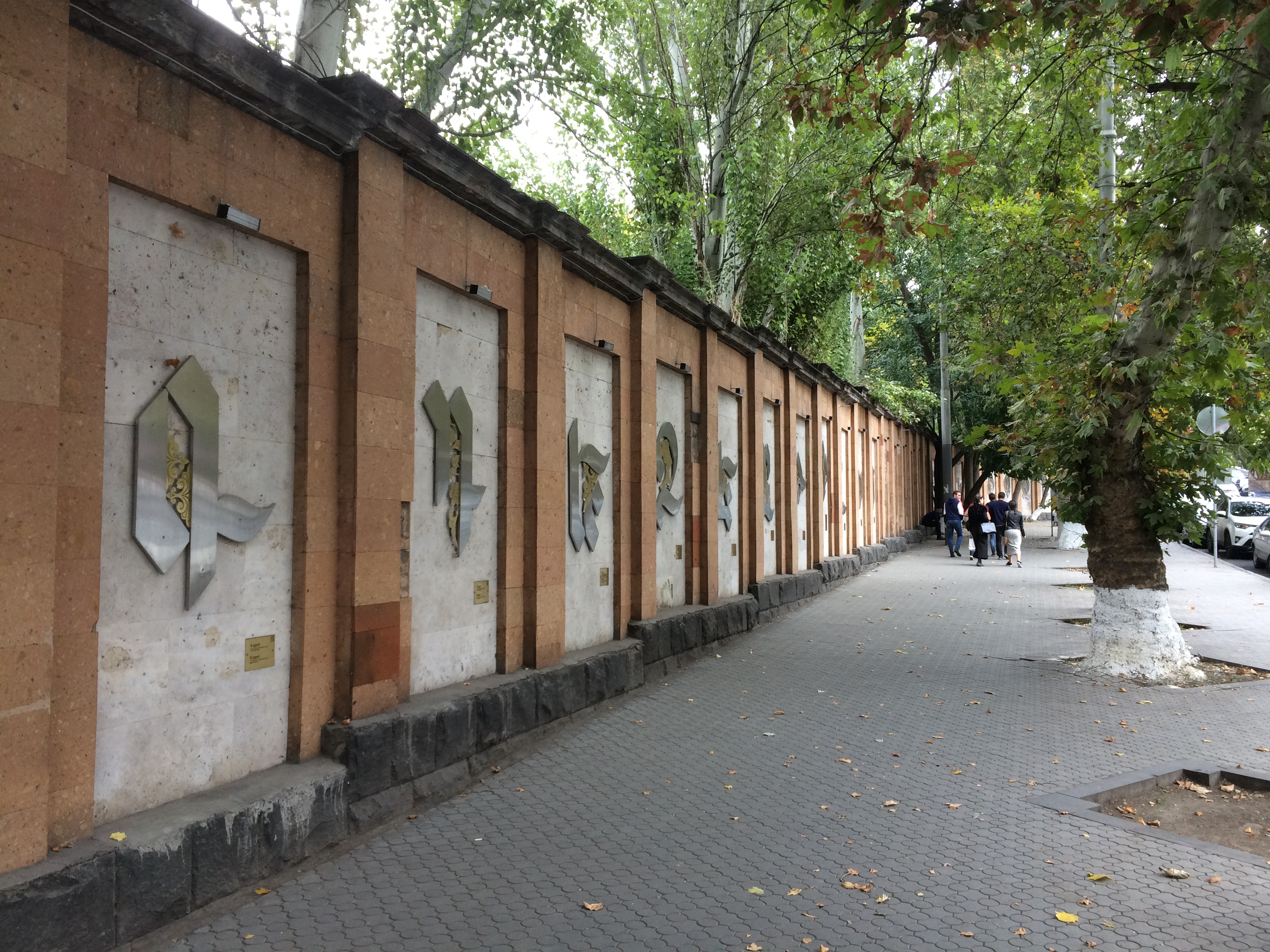
Det armeniska alfabetet i projektet "Eternal alphabet" på utsidan av residensets mur, på ]Mashtotsavenyn